# Lago Ritom
Lago Ritom är en sjö i Schweiz. Den ligger i den sydöstra delen av landet, 110 km öster om huvudstaden Bern. Lago Ritom ligger 1 826 meter över havet. Arean är 1,5 kvadratkilometer. Den sträcker sig 1,2 kilometer i nord-sydlig riktning, och 2,5 kilometer i öst-västlig riktning.
Trakten runt Lago Ritom består i huvudsak av gräsmarker. Runt Lago Ritom är det glesbefolkat, med 8 invånare per kvadratkilometer.